# Notophthiracarus frondeus
Notophthiracarus frondeus är en kvalsterart som beskrevs av Wojciech Niedbała 2006. Notophthiracarus frondeus ingår i släktet Notophthiracarus och familjen Phthiracaridae. Inga underarter finns listade i Catalogue of Life.